# Verna
Verna este un oraș în Goa, India.